# Ophiozonella nivea
Ophiozonella nivea är en ormstjärneart som först beskrevs av George Richard Lyman 1875.  Ophiozonella nivea ingår i släktet Ophiozonella och familjen Ophiolepididae. Inga underarter finns listade i Catalogue of Life.